# Vít Grus (1896)
Vít Grus, křtěný Vít Jaroslav (16. prosince 1896 Pardubice – 7. října 1981 Praha) byl český výtvarník a návrhář dřevěných hraček.

## Život
Vít Grus se narodil v Pardubicích-Zeleném Předměstí v rodině úředníka pardubické spořitelny Víta Gruse a jeho ženy Anně rodem Potěšilové. Vít vyrůstal ještě s dvěma bratry, staršími Jaroslavem a Josefem, kteří projevovali obdobné výtvarné nadání.

## Dílo

### Ocenění
- 1948 – cena Ministerstva průmyslu za sérii maňásků
- 1958 – „Grand prix“ na světové výstavě EXPO 1958 v Bruselu

### Výstavy
- 1971 a 1972 – Montréal, Kanada
- 1972 – Gent, Nizozemsko
- 1973 – Brusel, Belgie – výstava československého designu
- 1976 – Svět hraček Víta Gruse, souborná výstava k 80. narozeninám
- 2005 – Dřevěné hračky Víta Gruse ve sbírkách Východočeského muzea v Pardubicích

Jeho pozůstalost je dnes uložena ve Východočeském muzeu v Pardubicích.